# Alcobaça (Bahia)
Alcobaça is een gemeente in de Braziliaanse deelstaat Bahia. De gemeente telt 20.242 inwoners (schatting 2009).

## Aangrenzende gemeenten
De gemeente grenst aan Caravelas, Prado, Teixeira de Freitas en Vereda.